# Pavonia crispa
Pavonia crispa är en malvaväxtart som beskrevs av A. Krapovickas. Pavonia crispa ingår i släktet påfågelsmalvor, och familjen malvaväxter. Inga underarter finns listade i Catalogue of Life.